# Björn Jonson (tecknare)

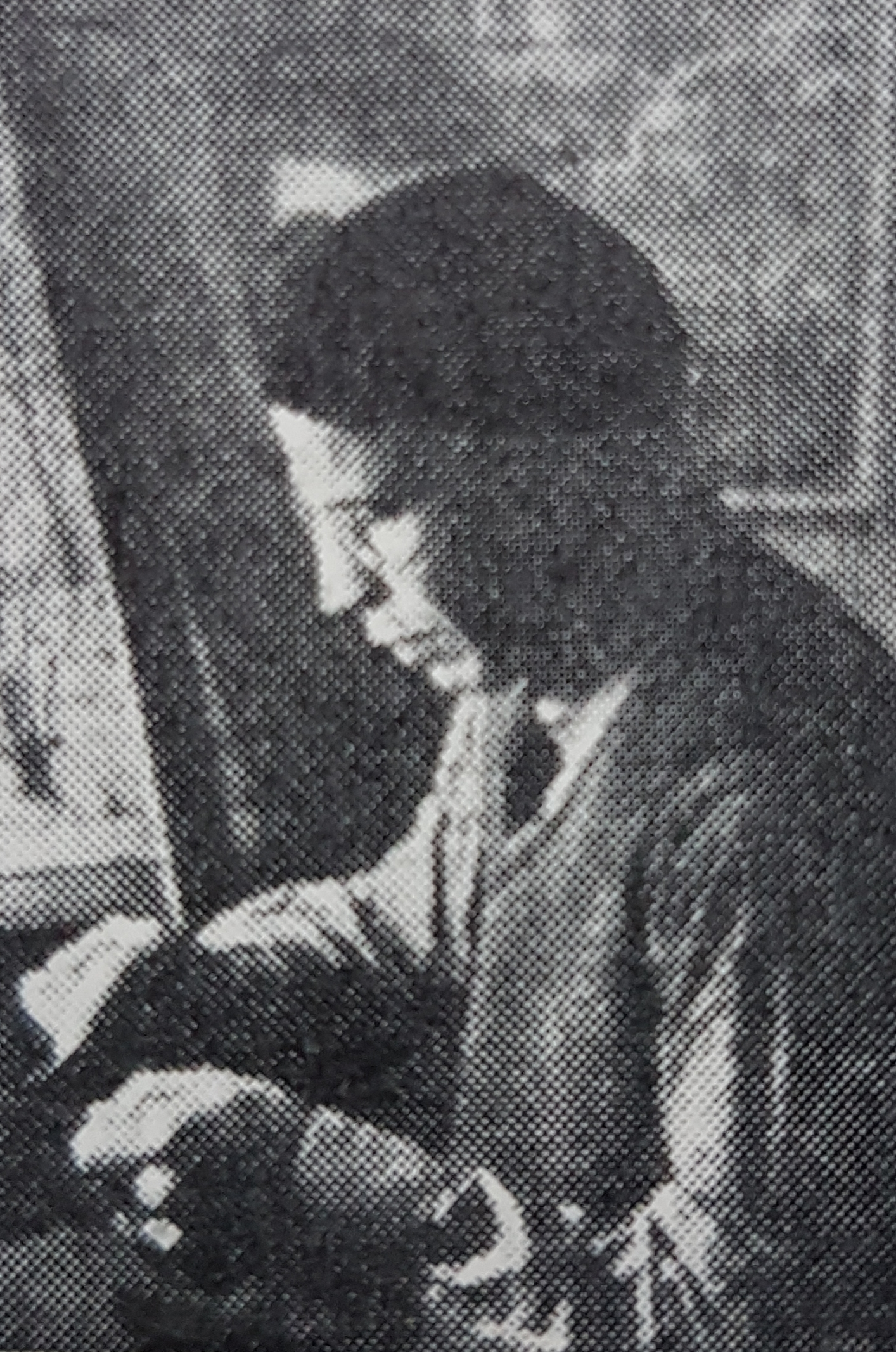
Björn Jonson.

Björn Emil Jonson, född 20 juni 1903 i Stockholm, död där 27 mars 1991, var en svensk målare, tecknare och grafiker.

## Biografi
Björn Jonson arbetade efter genomgången folkskola som verkstadsarbetare men skaffade sig på fritiden en gedigen skolning först som tecknare och sedan som grafiker, först via aftonkurser vid Tekniska skolan 1916–1918 och genom krokikurser vid Edward Berggrens målarskola 1920 – 1922 och slutligen genom att följa Konstakademiens grafikskola 1939 – 1940. 1940 övergick han till att ägna sig åt grafiken på heltid.
Björn Jonson utövade i sin konst en klar detaljerad realism och mjuk tonighet då han skildrade proletära stockholmsmiljöer. Bland hans motiv märks sirliga figurer, interiörer från arbetarkvarteren och bostadskasernernas arkitektur, ställda mot den lilla människan. Senare använde han även motiv från Paris och London. Han har också utfört fint karakteriserande porträtt.
Björn Jonson är representerad vid bland annat Nationalmuseum och Stockholms stadsmuseum i Stockholm, Kalmar konstmuseum, Litografiska museet, Värmlands museum, Arkitektur- och designcentrum, Malmö museer, Göteborgs stadsmuseum och Göteborgs konstmuseum

## Priser och utmärkelser
- 1982 – Knut V. Pettersson-stipendiet